# Carebarella
Carebarella is een geslacht van mieren uit de onderfamilie van de Myrmicinae (Knoopmieren).

## Soorten
- C. alvarengai Kempf, 1975
- C. bicolor Emery, 1906
- C. condei Borgmeier, 1937